# Phara Souffrant Forrest
Phara Souffrant Forrest (Crown Heights, 5 de febrer de 1989) és una política, infermera i activista de llogaters nord-americana. És membre dels Socialistes Demòcrates d'Amèrica, i és membre de l'assemblea del districte 57 de l'Assemblea de l'Estat de Nova York. Després de derrotar al membre de l'Assemblea Walter T. Mosley a les primàries demòcrates el juny de 2020, Forrest va guanyar les eleccions generals al novembre d'aquell any. Va derrotar a l'exdirectora de districte de la Junta de la Comunitat 2 Olanike Alabi a les primàries per defensar el seu escó el 2022. No va tenir oposició a les eleccions generals.

## Primera vida i educació
Forrest va néixer a Crown Heights, Brooklyn, d'immigrants d'⁣Haití. El 2011, es va graduar a la Universitat Estatal de Nova York a Geneseo amb una llicenciatura en Relacions Internacionals. Forrest va seguir una carrera en infermeria, assistint al New York City College of Technology i a l'Escola d'Estudis Professionals de la CUNY per rebre un AAS i una llicenciatura en infermeria registrada, respectivament.

## Carrera política
El 2017, Forrest es va unir a la Unió de llogaters de Crown Heights com a part dels seus esforços per lluitar contra la gentrificació i el desplaçament del seu edifici d'apartaments de lloguer estabilitzat. Després, el juny de 2019, va treballar amb la campanya Housing Justice for All per reforçar els drets de protecció dels inquilins.
L'agost de 2019, Forrest va llançar una campanya contra el demòcrata en funcions Walter T. Mosley a les primàries per al districte de la 57a Assemblea estatal, molt demòcrata. La campanya de Souffrant va posar èmfasi en el suport a la decarceració, la inversió en habitatge públic, i l'assistència sanitària d'un sol pagador a tot l'estat. Durant la seva campanya, va rebre el suport dels Socialistes Demòcrates d'Amèrica i la representant Alexandria Ocasio-Cortez. La seva campanya va ser finançada íntegrament per la comunitat, sense finançament extern de corporacions o empreses.
Forrest va superar Mosley per 588 vots la nit de les eleccions del 23 de juny de 2020, però les paperetes en absència van ser més significatives de l'habitual a causa de la pandèmia de la COVID-19. Un cop es van comptar les paperetes en absència el 22 de juliol de 2020, Forrest va liderar Mosley per més de 2.500 vots i va ser declarat guanyador. Mentre que Mosley es va mantenir a la votació de les eleccions generals sota la línia del Partit de les Famílies Treballadores, Forrest va guanyar la carrera de novembre amb al voltant del 74% dels vots sobre el 26% de Mosley.
El 2022, Forrest va ser desafiada per l'antic líder de districte i director de districte de la junta comunitària Olanike "Ola" Alabi a les primàries demòcrates. Alabi va comptar amb el suport del Partit Demòcrata del Comtat de Kings i el congressista Hakeem Jeffries, entre d'altres. Forrest va guanyar amb el 67,24% dels vots, mentre que Alabi va rebre el 32,43% dels vots. Forrest no va ser impugnada a les eleccions generals.